# Plant A Tree Today Foundation
Tổ chức Plant A Tree Today Foundation (PATT) là một tổ chức môi trường phi chính phủ có hoạt động chính tại Vương quốc Anh và Thái Lan.  Được thành lập vào năm 2005, PATT cố gắng nâng cao nhận thức về môi trường và thúc đẩy các thực hành tốt hơn ở các quốc gia kém phát triển hơn trên thế giới, trồng cây như một biện pháp để chống lại nạn phá rừng và biến đổi khí hậu.

## Lịch sử tổ chức

### Thành lập và mục đích
Được thành lập ngày 2 tháng 11 năm 2005 Người sáng lập Andrew Steel Type Vương quốc Anh đã đăng ký Tổ chức từ thiện Thai Foundation Trọng tâm Môi trường, Biến đổi khí hậu, Xóa đói giảm nghèo Địa điểm Văn phòng và hoạt động tại Thái Lan, Indonesia, Malaysia, Ấn Độ, Nam Phi Khu vực phục vụ các khoản Tài trợ và Tài trợ Phương pháp Toàn cầu Trang web Pattfoundation.  org Lịch sử tổ chức Chỉnh sửa Sự thành lập và mục đích Chỉnh sửa Tổ chức Plant A Tree Today (PATT) được tổ chức vào tháng 11 năm 2005 bởi Andrew Steel, [1] [2] người đã thành lập tổ chức như một phương tiện chống lại nạn phá rừng đang diễn ra ở các quốc gia kém phát triển xung quanh  thế giới thông qua giáo dục cộng đồng và các chiến dịch trồng cây.  [3] Nhóm là một tổ chức từ thiện đã đăng ký tại Vương quốc Anh từ năm 2006. [4] Ngay sau khi ra mắt, PATT bắt đầu hợp tác với nhà tư vấn gây quỹ của Vương quốc Anh The Midas Partnership, tổ chức hỗ trợ tạo ra vốn hóa ban đầu của nhóm.  [3] Các hoạt động gây quỹ được thực hiện ở cả Vương quốc Anh và Thái Lan, một quốc gia được tổ chức quan tâm hàng đầu.  [3] Đây cũng là một tổ chức đã được đăng ký tại Thái Lan.  Steel vẫn là Giám đốc của quỹ, được hỗ trợ bởi Charlotte Whalley.  PATT hoạt động để nâng cao nhận thức về các vấn đề môi trường toàn cầu, vận động thực hành môi trường tốt hơn và hành động chống lại nạn phá rừng và biến đổi khí hậu bằng cách trồng cây.  Nó thực hiện các dự án trồng cây và bù trừ carbon với các doanh nghiệp có ý thức về môi trường, cung cấp giáo dục môi trường cho các trường học ở các nước đang phát triển và tài trợ cho các dự án phát triển cộng đồng ở các cộng đồng nông thôn tập trung vào trồng cây và tái trồng rừng.  Các dự án trồng rừng do PATT tài trợ cố gắng tạo ra sự tham gia rộng rãi của các cộng đồng bị ảnh hưởng.  Ví dụ, một dự án trồng rừng năm 2008 ở Phetchaburi, Thái Lan, đã quy tụ các học sinh, nhà sư, cán bộ chính quyền và dân làng địa phương với các nhân viên rừng trồng hơn 2500 cây.  [5] Các loài cây bản địa đã được trồng lại trong một khu rừng bị suy thoái bằng cách khai thác chọn lọc nhằm phục hồi môi trường sống của động vật.  [5] Rừng nhiệt đới rụng lá ở vùng đất thấp được phục hồi sẽ được sử dụng trong tương lai như một công cụ để giáo dục môi trường trong tương lai.  [5]

### Ngân  hàng Carbon cùng Dự án Phát triển Làng
. Năm 2009, Dự án Phát triển Làng và Ngân hàng Các bon do PATT tài trợ đã được trao Giải thưởng SEED do Liên hợp quốc hỗ trợ năm 2009.  [6] Sáng kiến SEED, được thành lập bởi Chương trình Môi trường Liên hợp quốc, Chương trình Phát triển Liên hợp quốc và Liên minh Bảo tồn Thiên nhiên Quốc tế, xác định và hỗ trợ các doanh nghiệp địa phương có triển vọng ở các nước đang phát triển đang nỗ lực cải thiện sinh kế và quản lý tài nguyên thiên nhiên  bền vững.  [7]
Dự án Phát triển Làng và Ngân hàng Các-bon của nhóm nhắm mục tiêu đến 48 làng nông thôn ở Thái Lan, giúp thiết lập rừng cộng đồng và hệ thống tài chính vi mô ở mỗi làng do chính cộng đồng địa phương quản lý.  [1] Cuối cùng, người ta hy vọng rằng đất bạc màu trong các cộng đồng này sẽ được trồng lại rừng và biến đổi khí hậu giảm bớt thông qua dự án, đồng thời kinh tế thôn bản được tăng cường.  [1]

### Chương trình giáo dục Vương quốc Anh
Vào năm 2012, PATT đã khởi động một chương trình hợp tác với gần 600 trường tiểu học ở Vương quốc Anh để cung cấp tài liệu giáo dục, bao gồm các giáo án trực tuyến và các hoạt động để giáo viên tải xuống và sử dụng trong các lớp học.  Các tài liệu giáo dục được liên kết với chương trình giảng dạy quốc gia, cho phép thế hệ tương lai nhận thức được biến đổi khí hậu và các vấn đề đi kèm với sự nóng lên toàn cầu.
Chương trình bao gồm một trang mạng nội bộ để sinh viên và giáo viên giao tiếp và xem các giáo án cũng như có thể tương tác với những người khác trong chương trình.  Các dữ kiện được hỗ trợ bởi các nguồn, chẳng hạn như webcam trực tiếp và các phiên video từ động vật hoang dã từ giữa rừng, cho thấy các dự án trồng rừng đang được thực hiện bởi PATT.  Bản đồ cũng có sẵn để xác định các dự án đang thực hiện và trong tương lai.

## Các chương trình
Plant A Tree Today Foundation điều hành một số dự án trên toàn cầu: [8]
| Thailand - Khao Yai National Park - Forest restoration - Phra Pradaeng - Urban community forest restoration - Bang Pu - Mangrove restoration - Doi Mae Salong - Agro-forestry, habitat restoration, sustainable development - Ban Nong Muang - Carbon offset, reforestation, and sustainable development - Bangkok - School Tree Nurseries - Bangkok - EcoKids environmental education - Phetchaburi- Wildlife habitat restoration - Doi Suthep-Pui National Park - Forest restoration and research - Ratchaburi - Community forestry - Khao Takiab - Mangrove forest restoration - Ban Non Tong, - Carbon offset, reforestation, and sustainable development - Chiang Rai - Jatropha Biodiesel and Village Development | Indonesia - Tabanan, Bali - Habitat restoration - Pramuka Island, Jakarta Bay - Mangrove forest restoration - Sideman - Matthew Faid Forest, Trees for Life - Lombok - Agro-forestry India - Chennai - Reforestation - Mumbai - Corporate social responsibility South Africa - Table Mountain - Threatened species preservation Malaysia - North Selangor - Peat Swamp forest reserve restoration |

 Họ sẽ trồng  1  triệu cây  ở Thái Lan

## MỐC Thời Gian
- Ngày 2 tháng 11 năm 2005 - Quỹ PATT chính thức thành lập [2]
- Ngày 7 tháng 12 năm 2006 - PATT trở thành Quỹ từ thiện đã đăng ký ở Vương quốc Anh [cần dẫn nguồn]
- 2006 - Lắp đặt Vườn ươm Cây Trường học Thái Lan [3]
- Tháng 6 năm 2007 - Các dự án phát triển làng phát triển không carbon bắt đầu ở Thái Lan
- Ngày 9 tháng 4 năm 2008 - Các dự án bắt đầu ở Indonesia tại Làng Sideman, Bali, và việc trồng rừng bắt đầu cho Rừng Tưởng niệm Matthew Faid [4]
- Ngày 11 tháng 7 năm 2008 - PATT trở thành Tổ chức đã đăng ký tại Thái Lan [5]
- Tháng 10 năm 2008 - Các dự án bắt đầu ở Ấn Độ với sự hợp tác giữa PATT và Quỹ SAGE. Dự án đầu tiên thay mặt cho Ngân hàng Standard Chartered thực hiện tại INS Trata ở Worli.
- Tháng 12 năm 2008 - Các trại trẻ em sinh thái ở Thái Lan bắt đầu [6]
- Ngày 22 tháng 4 năm 2009 - Các dự án bắt đầu ở Nam Phi cùng với Ngày Môi trường Thế giới.
- Ngày 12 tháng 5 năm 2009 - Giải thưởng SEED của Liên hợp quốc.
- Người sáng lập Quỹ PATT, Andrew Steel đã được Đại học Hull trao bằng tiến sĩ danh dự [7] để công nhận cam kết về môi trường và hoạt động từ thiện của ông vào tháng 7 năm 2012.
- Tháng 11 năm 2012 - Chương trình Trường Tiểu học Vương quốc Anh ra mắt.[8]

## Người giới thiệuq
1. ↑  "About SEED". SEED. Bản gốc lưu trữ ngày 1 tháng 6 năm 2016. Truy cập ngày 2 tháng 7 năm 2016.
2. ↑  "PATT Foundation". PATT Foundation. ngày 24 tháng 1 năm 2013. Truy cập ngày 9 tháng 8 năm 2016.[liên kết hỏng]
3. ↑  PATT Foundation (Plant A Tree Today). "australian embassy bangkok sponsor patt nursery programme - plant a tree today". Ammado.com. Bản gốc lưu trữ ngày 20 tháng 8 năm 2016. Truy cập ngày 9 tháng 8 năm 2016.
4. ↑  "The PATT Foundation: Progress Report 2014" (PDF). Selectiveasia.com. Bản gốc (PDF) lưu trữ ngày 9 tháng 10 năm 2016. Truy cập ngày 9 tháng 8 năm 2016.
5. ↑  "Bali International Consulting group: UNFCCC COP 13 - CSO Forum" (PDF). Bicg.org. Truy cập ngày 9 tháng 8 năm 2016.
6. ↑  "Plant a Tree today!". Bangkok Market. ngày 5 tháng 3 năm 2009. Bản gốc lưu trữ ngày 21 tháng 8 năm 2016. Truy cập ngày 9 tháng 8 năm 2016.
7. ↑  "Andrew Steel - University of Hull". www2.hull.ac.uk. Truy cập ngày 7 tháng 7 năm 2016.
8. ↑  "Climb For Change 2014 launched! - PATT foundation". PRLog.org. ngày 17 tháng 3 năm 2014. Truy cập ngày 9 tháng 8 năm 2016.